# Mackenzie Rosman
Mackenzie Ryann Rosman (* 28. prosince 1989, Charleston, Jižní Karolína, USA) je americká herečka. Stala se známou svojí rolí Ruthie Camdenové v seriálu Sedmé nebe z let 1996–2007.

## Život a kariéra
Pochází z indiánského kmene Cherokee. Její rodiče se rozvedli, když byla malá. V současnosti[kdy?] bydlí v Santa Clarita v Kalifornii se svojí matkou Donnou, nevlastním otcem Randym a mladším bratrem Chandlerem (* 1992). Má také starší nevlastní sestru – Katelyn Salmont (* 1986).
V roce 1996 ztvárnila roli Ruthie Camdenové. Objevila se také ve filmu Gideon (Claudia Hoover, 1998) s Christopherem Lambertem, Charltonem Hestonem a Shelley Wintersovou. Také se objevila v mnoha televizních reklamách. Hrála Loreli ve filmu Ligeia natočeném podle knižní předlohy Edgara Allana Poea (Michael Staininger, 2009).